# 리어 왕 (1987년 영화)
리어 왕(King Lear)은 미국에서 제작된 장 뤽 고다르 감독의 1987년 코미디, 드라마 영화이다. 우디 앨런 등이 주연으로 출연하였고 요람 글로버스 등이 제작에 참여하였다.

## 출연

### 주연
- 우디 앨런
- 레오 카락스

### 조연
- 줄리 델피
- 장 뤽 고다르
- 노먼 메일러
- 버제스 메러디스
- 몰리 링월드
- 피터 셀러스

## 제작진
- 원작자: 윌리엄 셰익스피어

## 같이 보기
- 자기언급